# Andrzej Śniecikowski

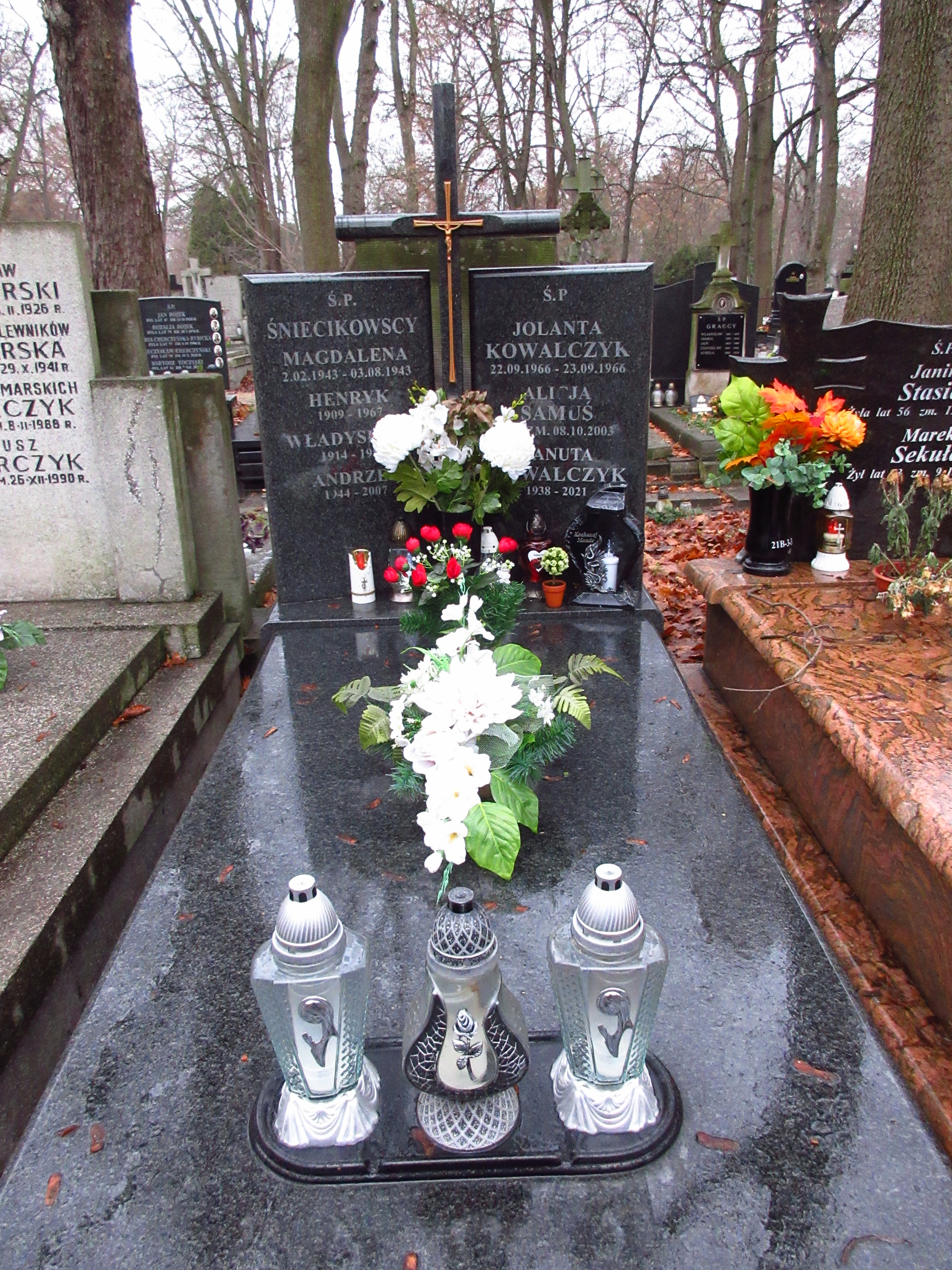
Grób Andrzeja Śniecikowskiego na Cmentarzu Bródnowskim.

Andrzej Kazimierz Śniecikowski (ur. 22 grudnia 1944, zm. 28 listopada 2007) – polski specjalista w zakresie prawa pracy i prawa handlowego, działacz ruchu samorządów pracowniczych, współtwórca samorządu pracowniczego w FSO, redaktor naczelny miesięcznika Zmiany. Prezes Fundacji Wspierania Własności Pracowniczej Zmiany i Fundacji Porozumienie Społeczne. Współzałożyciel i długoletni członek Klubu Menadżera.
W latach 80. XX w. był współtwórcą ruchu samorządów pracowniczych oraz członkiem założycielem Stowarzyszenia Działaczy Samorządu Pracowniczego. Na początku lat 90. XX w. dyrektor naczelny Fabryki Samochodów Osobowych na Żeraniu w Warszawie, a następnie założyciel i wieloletni wiceprezes Instytutu Badawczego Samorządu Załogi oraz Instytutu Badawczo-Doradczego Zmiany S.A. Pochowany na cmentarzu Bródnowskim w Warszawie (kwatera 21B-3-4).